# 阿齐兹·阿尔-阿兹梅
阿齐兹·阿尔-阿兹梅（阿拉伯语：‎）是一位叙利亚历史学家。

## 生平
阿兹梅于1947年出生于叙利亚大马士革。他获得了牛津大学圣安东尼学院东方学专业博士学位，此前曾就读于图宾根大学和宾夕法尼亚大学。
他曾在中欧大学、贝鲁特美国大学、耶鲁大学、哥伦比亚大学、埃克塞特大学、康奈尔大学、牛津大学、加州大学伯克利分校、乔治敦大学、阿迦汗大学穆斯林文明研究所教授本科和研究生课程，涵盖中世纪和现代的阿拉伯和伊斯兰历史研究的整个主题范围。
他的著作《伊斯兰与现代》于1996年出版。该书探讨了伊斯兰与欧洲互动的历史，分析了东方主义和伊斯兰主义观点所创造的关于这些互动的神话。《卫报》写道：“《伊斯兰和现代性》提出了紧迫的问题，这些问题是当代世界关注的核心。” 
2002年，他成为中欧大学的教授。

## 著作
- Arabic Thought and Islamic Societies  (1986)
- Ibn Khaldun: An Essay in Reinterpretation  (1990)
- Islams and Modernities  (1993)
- Muslim Kingship: Power and the Sacred in Muslim, Christian and Pagan Polities  (1997)
- The Times of History: Universal Topics in Islamic Historiography  (2007)
- The Emergence of Islam in Late Antiquity: Allah and His People  (2014)

## 奖项
1993年：突尼斯前总统扎因·阿比丁·本·阿里授予共和功绩勋章，以表彰其对阿拉伯文化的贡献。